# صیفی‌جات
صیفی‌جات (تابستانه‌ها یا تابستانِگان) (به فارسی: میوه های تابستانی)، به برخی از محصولات کشاورزی گفته می‌شود که در بهار و اوایل تابستان کارهای مقدماتی آن انجام شده و محصول آن در تابستان یا اوایل پاییز به دست می‌آید. مانند:.  صیفی‌جات برخی از محصولات کشاورزی هستند که کاشت، داشت و برداشت آن‌ها در فصل گرم سال انجام می‌شود. تفاوت صیفی‌جات با سبزیجات به دلیل آن است که صیفی‌جات میوه هستند. طبق تعریف گیاه‌شناسی، میوه قسمتی از گیاه است که از طریق گلدهی تولید می‌شود و همچنین بخشی از گیاه است که دارای دانه می‌باشد و به دیگر بخش‌های دیگر گیاه مانند ساقه، برگ، ریشه و حتی جوانه گل، سبزی می‌گویند؛ بنابراین چون صیفی‌جات از طریق گلدهی تولید می‌گردند، میوه محسوب می‌شوند.
از انواع دیگر صیفی‌جات می‌توان انواع کدو، بادمجان، فلفل، کلم، ذرت، کرفس، باقلا، لوبیا سبز، گوجه‌فرنگی و خیار را نام برد.
صیفی‌جات در مقابل شتوی‌جات قرار دارند.

## فواید مصرف صیفی‌جات
- کاهش فشار خون
- کاهش ابتلا به بیماری‌های قلبی
- جلوگیری از سکته مغزی
- کاهش ابتلا به سرطان
- کاهش مشکلات گوارشی
- حفظ اشتها[۲]